# Lyin' Eyes
Lyin' Eyes е сингъл на шведската рок група Юръп от 1983. Това е първият им сингъл в албума им от 1984 „Wings For Tomorrow“. Сингълът е изтеглен от пазара малко след пускането си. В албума песента е представена по различен начин от първоначалния замисъл.

## Състав
- Джоуи Темпест-вокал, клавир
- Джон Норъм-китара
- Джон Ливън-бас китара
- Тони Рино-барабани